# SC Young Fellows Juventus
Sportclub Young Fellows Juventus je švýcarský fotbalový klub z Curychu.
Vznikl roku 1992 sloučením klubů FC Young Fellows Zürich (založen 1903) a Società Calcistica Italiana Juventus Zurigo (založen 1922). Barvy jsou černá a bílá.

## Historie

### FC Young Fellows Zürich
Young Fellows Zürich vznikl roku 1903. Tým hned postoupil do 1. ligy a do roku 1952 hrál stabilně v nejvyšší soutěži. V letech 1907, 1923 a 1936 skončil druhý a v letech 1925 a 1937 třetí. Po maďarské revoluci se v ročníku 1957/58 v týmu objevil Sándor Kocsis, než zakotvil v Barceloně. Young Fellows hrál naposledy 1. ligu v ročníku 1977/78.

### SCI Juventus Zurigo
SCI Juventus Zurigo vznikl roku 1922.

### SC Young Fellows Juventus
Roku 1992 se oba kluby sloučily pod názvem SC Young Fellows Juventus. Tento klub hraje v nižších soutěžích.

## Úspěchy
Young Fellows Curych
- Švýcarská liga
  - 2. místo: 1906/1907, 1922/1923, 1935/1936
  - 3. místo: 1924/1925, 1936/1937
- Švýcarský pohár: 1935/1936